# Life After Manson
Life After Manson è un film documentario del 2014 diretto da Olivia Klaus, basato sulla storia di Patricia Krenwinkel, una delle seguaci di Charles Manson, e uno dei membri della "Family" direttamente coinvolti negli omicidi Tate-LaBianca del 1969. Nel documentario, la Krenwinkel discute della sua infanzia, del periodo trascorso nella Family, e della sua vita in carcere. Il film è stato presentato in anteprima al Tribeca Film Festival del 2014.